# Jalen Williams
Jalen Devonn Williams, född 14 april 2001 i Denver i Colorado, är en amerikansk professionell basketspelare (SF/SG) som spelar för Oklahoma City Thunder i National Basketball Association (NBA).
Han draftades av Oklahoma City Thunder i första rundan i 2022 års draft som tolfte spelare totalt.
Innan Willliams blev proffs studerade han vid Santa Clara University och spelade för deras idrottsförening Santa Clara Broncos.